# Mike Hampton
Michael William Hampton (ur. 9 września 1972) – amerykański baseballista, który występował na pozycji miotacza.

## Przebieg kariery
Po ukończeniu szkoły średniej, w czerwcu 1984 roku został wybrany w szóstej rundzie draftu przez Seattle Mariners i początkowo grał w klubach farmerskich tego zespołu, między innymi w Jacksonville Suns, reprezentującym poziom Double-A. W Major League Baseball zadebiutował 17 kwietnia 1993 w meczu przeciwko Detroit Tigers, w którym zanotował porażkę, oddał cztery uderzenia i cztery runy w 2⅔ rozegranych inningach.
W grudniu 1993 w ramach wymiany zawodników przeszedł do Houston Astros. W sezonie 1999 po raz pierwszy zagrał w Meczu Gwiazd, zanotował najwięcej zwycięstw w National League (22), uzyskał wskaźnik ERA 2,90 (3. wynik w lidze), a w głosowaniu do nagrody Cy Young Award zajął 2. miejsce za Randym Johnsonem z Arizona Diamondbacks. Ponadto uzyskał najlepszą średnią uderzeń spośród miotaczy (0,311), zaliczył 10 RBI i po raz pierwszy otrzymał nagrodę Silver Slugger Award.
W grudniu 1999 został zawodnikiem New York Mets. W 2000 zagrał w dwóch meczach National League Championship Series, w których zanotował dwa zwycięstwa, nie oddał żadnego runa, a w meczu numer 5 zaliczył complete game shutout i został wybrany najbardziej wartościowym zawodnikiem serii. W World Series, w których Mets ulegli New York Yankees, wystąpił w jednym spotkaniu.
W grudniu 2000 jako wolny agent podpisał rekordowy wówczas, ośmioletni kontrakt wart 121 milionów dolarów z Colorado Rockies. Po nieudanym sezonie 2002, w którym uzyskał bilans W-L 7–13 oraz ERA 6,15, pod koniec listopada 2002 został oddany do Miami Marlins, a następnie do Atlanta Braves. W latach 2006–2007 nie zagrał w żadnym meczu z powodu kontuzji łokcia. Grał jeszcze w Houston Astros i Arizona Diamondbacks. Oficjalnie zawodniczą karierę zakończył w marcu 2011. Był jednym z najlepszych uderzających miotaczy, zdobywając w karierze 16 home runów, w tym 7 w jednym sezonie.
W listopadzie 2015 został trenerem relieverów w Seattle Mariners. W lipcu 2017 zrezygnował z tej funkcji.

## Nagrody i wyróżnienia
| Nagroda/wyróżnienie     | Lata       | Źródło |
| 2× All-Star             | 1999, 2001 | [ 1 ]  |
| Gold Glove Award        | 2003       | [ 1 ]  |
| 5× Silver Slugger Award | 1999–2003  | [ 1 ]  |
| NLCS MVP                | 2000       | [ 4 ]  |